# Challenge Cup libanese
La Challenge Cup libanese (in arabo كأس التحدي اللبناني‎?; in inglese Lebanese Challenge Cup) è una competizione calcistica libanese a eliminazione diretta, fondata nel 2013 dalla Federazione calcistica del Libano.
Le squadre di maggiore successo nel torneo sono il Tadamon Tiro, lo Shabab Sahel e il Racing Beirut, ciascuna delle quali ha vinto la competizione in due occasioni.

## Formato
Vi partecipano le squadre classificatesi dal settimo al decimo posto nel campionato nazionale di prima divisione e le squadre piazzatesi al primo e al secondo posto nel campionato nazionale di seconda divisione della stagione precedente.

## Albo d'oro
| N. | Stagione | Vincitore     | Risultato | Finalista      |
| -- | -------- | ------------- | --------- | -------------- |
| 1  | 2013     | Tadamon Tiro  | 0-0 (dtr) | Ijtimaii       |
| 2  | 2014     | Shabab Sahel  | 1-0       | Shabab Baalbek |
| 3  | 2015     | Shabab Sahel  | 3-1       | Ijtimaii       |
| 4  | 2016     | Racing Beirut | 5-1       | Salam Zgharta  |
| 5  | 2017     | Racing Beirut | 3-1       | Tadamon Tiro   |
| 6  | 2018     | Tadamon Tiro  | 3-0       | Chabab Ghazieh |
| 7  | 2019     | Bourj         | 2-0       | Salam Zgharta  |

## Vittorie per squadra
| Squadra        | Vittorie | Finali perse | Finali disputate |
| -------------- | -------- | ------------ | ---------------- |
| Tadamon Tiro   | 2        | 1            | 3                |
| Shabab Sahel   | 2        | 0            | 2                |
| Racing Beirut  | 2        | 0            | 2                |
| Bourj          | 1        | 0            | 1                |
| Ijtimaii       | 0        | 2            | 2                |
| Salam Zgharta  | 0        | 2            | 2                |
| Shabab Baalbek | 0        | 1            | 1                |
| Chabab Ghazieh | 0        | 1            | 1                |